# Jean Van de Velde
Jean Van de Velde (født 29. maj 1966 i Mont-de-Marsan, Frankrig) er en fransk golfspiller, der pr. juli 2008 står noteret for 4 sejre gennem sin professionelle karriere. Hans bedste resultat i en Major-turnering er hans legendariske 2. plads ved British Open i 1999.

## British Open 1999
Van de Velde var i juli 1999 på vej mod karrierens største sejr, da han inden sidste hul førte British Open med tre slag ned til forfølgerne. Det lykkedes imidlertid på dramatisk vis Van de Velde at sætte føringen over styr, da han på 18. hul blandt andet slog i vandet. Turneringen endte med et omspil, hvor Van de Velde måtte se skotten Paul Lawrie tage sejren.

## Ryder Cup
Van de Velde har en enkelt gang, i 1999, repræsenteret det europæiske hold ved Ryder Cup, hvor det dog blev til et nederlag til det amerikanske hold.